# Звечан
Звечан (серб. Звечан, Zvečan; алб. Zveçan або Zveçani) — місто в Косові, входить в Косовсько-Митровицький округ і в Північне Косово. Населене переважно сербами.

## Історія

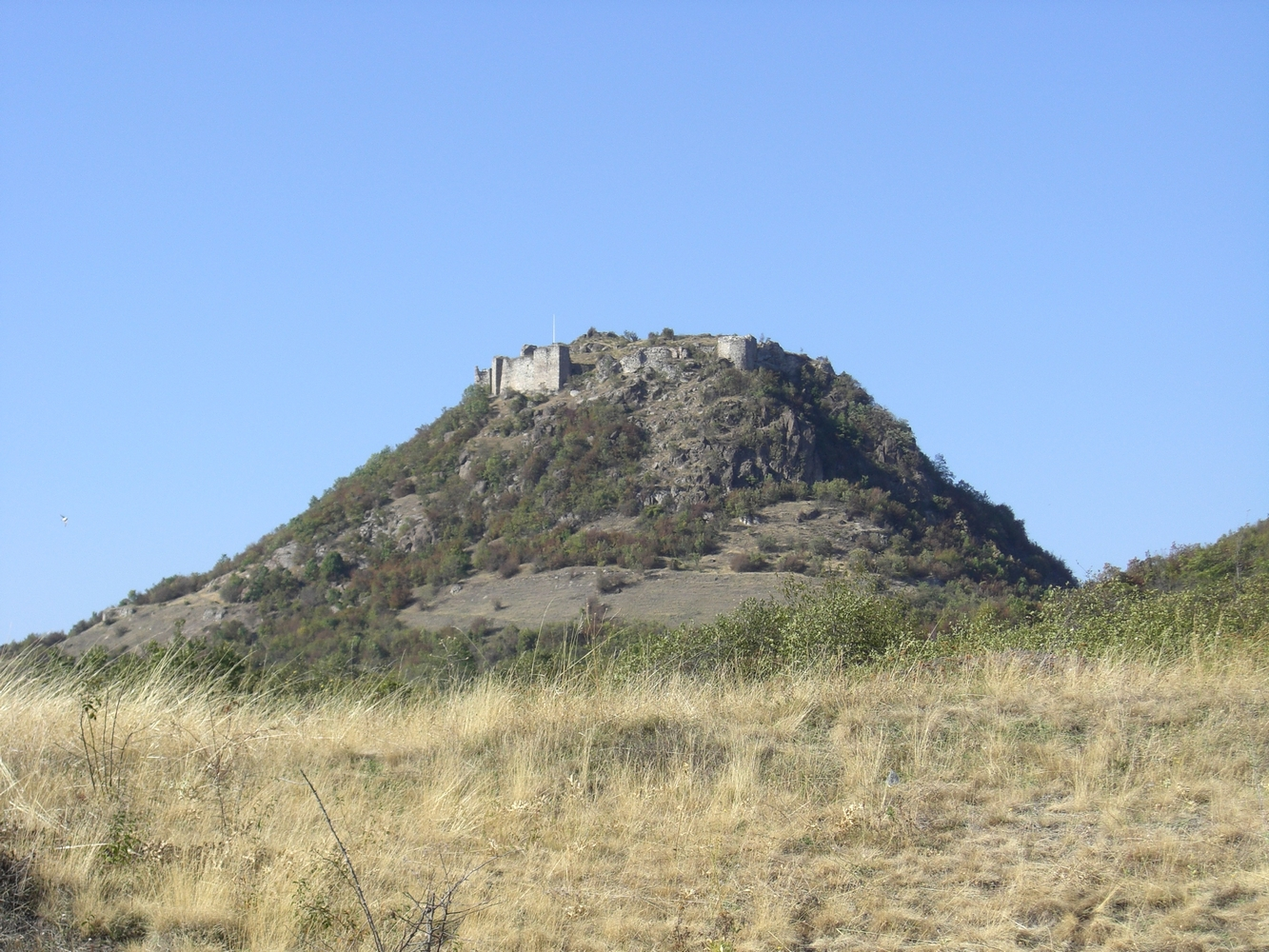
Стара фортеця

Місто вперше згадується в джерелах XI століття в зв'язку з візантійсько-сербськими зіткненнями. Відомий напис Стефана I Неманя про закладення церкви св. Георгія в пам'ять про військову перемогу. Потім Звечан був однією з резиденцій сербських королів, Стефан Урош III був тут заточений у фортеці.